# Dita
Dita je tvornica deterdženata iz Tuzle. Proizvodi proizvode za domaćinstva, od pranja rublja i posuđa do pomoćnih sredstava za čišćenje, automobilsku kozmetiku - proizvode za njegu i održavanje čistoće i proizvode industrijske potrošnje, za održavanje čistoće u mljekarskoj, metalnoj, mesnoj industriji, proizvode s posebnom namjenom i druge, omekšivače, toaletnu kozmetiku, dezinfekcijska sredstva i dr.

## Povijest
Dita je osnovana 26. lipnja 1977. godine kao zajedničko ulaganje. Partneri u ulaganju bili su kombinat SODASO iz Tuzle i talijanska Mira Lanza iz Genove. Talijanski partner je priuštio licencije za proizvode AVA, KOP i LIP, tehnologiju i marketing. Tvornica je obveze prema inozemnom partneru namirila nakon četiri godine. Partnersko poslovanje trajalo je do 1992. godine. Tvornica se nalazi u Husinskih rudara bb, Tuzla. Višegodišnji sponzor KK Slobode.
Ratne posljedice velikosrpske agresije, loša privatizacija, sumnjivo upravljanje, nakupljeni dugovi dobavljačima doveli su tvrtku do kašnjenja i smanjivanja plaća, ukidanje toplog obroka, neuplaćivanja mirovinskog, stečaja i višemjesečnog neisplaćivanja plaća radnicima i jedan od socijalnih korijena radničkih prosvjeda 2014. u Tuzli.
Tvornica deterdženata Dita iz Tuzle prodana je sustavom slobodne pogodbe 19. travnja 2017. kompaniji Bingo, a vjerovnički odbor Dite koja je u stečaju, donio je odluku koja je prihvaćena u Općinskom sudu Tuzla.